# Live in Japan 1976
Live in Japan es un álbum en vivo de Fania All-Stars, producto de su presentación en Japón, como preámbulo de la pelea entre Muhammad Alí y Antonio Inoki, en junio de 1976.

## Antecedentes
Fania Records, tenía una sociedad comercial con RCA Records, empresa encargada de la distribución de Fania en Asia.
Otra gran empresa musical que intervino en el lucrativo negocio fue Kyodo Tokyo Inc., encargada de transportar y contratar a la orquesta para el marco del Tokyo Music Festival, organizado por Kimio Okamoto, y la Tokyo Music Festival Association. Este festival musical había sido inaugurado en 1971, y se acostumbraba a celebrar entre abril y mayo, pero ya que Fania All-Stars era el artista principal de la edición a celebrar, el evento tuvo que ser movido al mes de junio, justo días antes de la pelea entre Muhammad Ali y Antonio Inoki, que ocurrió el 26 del mismo mes.

## Grabación
El concierto se realizó en el Budokan, templo de las artes marciales, que acogió un buen número de asistentes.
Como novedad se presentaron artistas atípicos, que además eran nómina variable y que apenas unos meses atrás había grabado un disco en estudio. En el lugar de Ray Barreto (que recién renunció a la orquesta) Mongo Santamaría; entre otros.